# Leki normotymiczne
Leki normotymiczne, leki normalizujące zaburzenia nastroju, leki stabilizujące zaburzenia nastroju – grupa leków stosowanych w chorobie afektywnej dwubiegunowej.
Leki normotymiczne stosowane są w terapii choroby afektywnej dwubiegunowej. Mają za zadanie wpływać na objawy występujące w epizodzie manii bądź depresji oraz zapobiegać nawrotom tych epizodów, zarazem nie pogarszając stanu chorego. To ostatnie kryterium dodano, by wykluczyć klasyczne leki przeciwpsychotyczne, cechujące się działaniem depresjogennym, jak również leki przeciwdepresyjne, mogące spowodować wystąpienie epizodu maniakalnego.
Leki normotymiczne dzieli się na dwie generacje: 
- I generacja (związki litu z lat 60. XX wieku i leki przeciwpadaczkowe z następnych dekad):
  - sole litu
  - leki przeciwdrgawkowe
    - kwas walproinowy i jego sole oraz walpromid (amid kwasu walproinowego)
    - karbamazepina
- II generacja
  - atypowe leki przeciwpsychotyczne
    - klozapina
    - olanzapina
    - kwetiapina
    - arypiprazol
    - risperidon
    - ziprasidon

  - lamotrygina.

## Lit
Wprowadzenie do farmakoterapii soli litu (np. węglan litu lub octan litu) uważane bywa za początek współczesnej psychofarmakologii. Stosowane są od lat 50. XX wieku w leczeniu epizodów maniakalnych, później raczej w terapii epizodów hipomaniakalnych, od lat 60. również w profilaktyce nawrotów epizodów afektywnych. Później odkryto również ich działanie przeciwdepresyjne, jednak używa się ich raczej w potencjalizacji działania leków przeciwdepresyjnych. Ponadto leki te mają działanie immunomodulujące, przeciwwirusowe i neuroprotekcyjne.
W ChAD działa szczególnie w klasycznej jej postaci, z pełnymi remisjami i umiarkowaną częstością nawrotów. Wymaga oznaczania stężenia litu we krwi. Może dawać działania niepożądane w postaci poliurii, polidypsji, zaburzeń żołądkowo-jelitowych, drżenia rąk, zaburzenia funkcji tarczycy, może zaostrzać dermatozy (łuszczyca, trądzik), drżenie i osłabienie mięśni.

## Kwas walproinowy i pochodne
Jako lek stosowano w przeszłości najczęściej amid kwasu walproinowego (walpromid), obecnie zaś najczęściej równomolową mieszaninę kwasu i jego soli sodowej; stosowany jest także walproinian magnezu. Należy do leków przeciwpadaczkowych, działa prawdopodobnie przez wpływ na kanały jonowe.
Walproinian stosuje się w manii, stanach mieszanych (w tym wypadku jest skuteczniejszy od litu) i w profilaktyce nawrotów (tutaj również jest skuteczniejszy od litu).
Lek wymaga kontrolowania jego stężenia we krwi. Działania niepożądane to przyrost masy ciała, uszkodzenie wątroby, wypadanie włosów, drżenia, ataksja, wymioty, obrzęki, trombocytopenia.

## Karbamazepina
Karbamazepina zalicza się do leków przeciwpadaczkowych z grupy pochodnych iminostilbenu. Mechanizm takiego jej działania wiąże się z wpływem na kanały sodowe i został lepiej poznany od jej wpływu na nastrój.
Lek ten wykazuje skuteczność w epizodzie maniakalnym i w profilaktyce. W chorobie afektywnej dwubiegunowej o przebiegu atypowym karbamazepina sprawdza się lepiej od litu.
Stężenie karbamazepiny należy monitorować. Związek ten powodować może zawroty głowy, nudności, ataksję, oczopląs, leukopenię, zaburzenia żołądkowo-jelitowe, senność, ból głowy, zaburzenia świadomości, anemię, żółtaczkę zastoinową, hiponatremię, łysienie, obrzęki, powiększenie węzłów chłonnych, rzadziej agranulocytozę czy zespół Stevensa-Johnsona. Z uwagi na indukowanie enzymów wątrobowych karbamazepina znana jest z licznych interakcji z innymi lekami.
Pochodną karbamazepiny jest okskarbazepina, zawierająca dodatkowy atom tlenu przy 10. atomie węgla. Uniemożliwia to powstawanie epoksydu, odgrywającego istotną rolę w indukcji enzymów wątrobowych.

## Lamotrygina
Lamotrygina, podobnie jak walproinian i karbamazepina, zalicza się do leków przeciwpadaczkowych. Jest pochodną fenylotriazyny. Działa głównie na kanały sodowe. Wprowadzona do farmakoterapii padaczki została w ostatniej dekadzie XX wieku, podczas gdy na przełomie tysiącleci odkryto, że ma również działanie normotymiczne. Jest skuteczniejsza w terapii epizodów depresyjnych, niż maniakalnych, lepiej też im zapobiega, niż lit. Dobrze sprawdza się w przypadku częstej zmiany faz, towarzyszących nadużywania substancji psychoaktywnych, zaburzeń lękowych czy też obciążań rodzinnych zaburzeniami afektywnymi bądź lękowymi.
Najważniejszym działaniem niepożądanym są ciężkie wysypki skórne, w celu zapobieżenia którym lek dawkuje się bardzo wolno. Inne objawy niepożądanie obejmują zaburzenia widzenia, zawroty głowy, ataksję, gorączkę, zaburzenia żołądkowo-jelitowe.